# Гозлен Флёрийский
Гозлен Флёрийский (фр.Gauzlin de Fleury ); ?–8 марта 1030) — католический церковный деятель XI века, бенедиктинец,  архиепископ Буржа, аббат Флёри.

## Биография
Был незаконнорождённым сыном франкского короля Гуго Капета от неизвестной любовницы
В 1004 году стал аббатом Флёри , а в 1013 году – архиепископом Буржа. Сохранял эти два поста до своей смерти. Этим назначениям был обязан покровительству своего сводного брата Роберта Благочестивого (ок. 972–1031); когда последний назначил его архиепископом Буржа после смерти Дагберта, он встретил сильное сопротивление со стороны виконта Жоффруа и жителей города; Гозлену потребовалось более четырёх  лет для занятия епархии и он отправился в Рим, чтобы просить Папу Бенедикта VIII, помочь вступить во владение своей епархией.
Принял участие в соборе в Гери (1023), проходившем в присутствии французского короля Роберта II.
Приняв на себя обязанности аббата Флёри в Сен-Бенуа-сюр-Луар, начал реконструкцию церкви  аббатства после её пожара от молнии в 1026 году. Папа Иннокентий II освятил новую церковь в 1031 году, но работы не были завершены до 1218 г.